# Сборная Бразилии по кёрлингу на колясках
Смешанная сборная Бразилии по кёрлингу на колясках — национальная сборная команда (в которую могут входить как мужчины, так и женщины), представляет Бразилию на международных соревнованиях по кёрлингу на колясках. Управляющей организацией выступает Федерация ледовых видов спорта Бразилии (порт. Confederação Brasileira de Esportes no Gelo, англ. Brazilian Ice Sports Federation).

## Результаты выступлений

### Чемпионат мира по кёрлингу на колясках (группа B)
| Год     | Место | И  | В | П | Состав |
| ------- | ----- | -- | - | - | --- |
| 2023/24 | 9     | 10 | 2 | 8 | Jerónimo Gabriel (скип), Gláuber Santos, Vilma Miranda, Yezza Sousa, запасной: Cláudio Magalhães, тренер: Tatiani Garcia |

(данные отсюда:)